# Chan Chan (chanson)
Pour les articles homonymes, voir Chan Chan (homonymie).
Chan Chan est une chanson cubaine écrite et composée par Compay Segundo en 1986. Il l'interprète pour la première fois en 1988 au festival organisé par le Smithsonian Institute de Washington et le musicologue cubain Danilo Orozco. Elle est devenue depuis un standard de la musique cubaine repris par de nombreux artistes, notamment les Gipsy Kings, des musiciens de rap, de jazz ou de classique. C'est l'une des chansons cubaines les plus connues internationalement (avec Guantanamera, La Paloma et El Manisero).

Localisation de la province de Holguín (en rouge sur la carte) à Cuba

## Description
Cette chanson parle de deux personnages, Juanita et Chan Chan. Ils sont issus d'un ancien conte pour enfant du folklore campagnard cubain (dont l'origine se situe vers 1800) que Compay avait entendu enfant, vers l'âge de 12 ans. Elle fait référence à plusieurs villes cubaines telles que Alto Cedro, Marcané, Cueto et Mayarí. Il s'agit de localités de la province de Holguín, presque à la pointe de l'Est de Cuba (région connue comme El Oriente), Mayari étant une ville côtière. On peut y voir probablement une évocation des trovadores, ces troubadours qui chantaient de ville en ville.

« Je n’ai pas écrit Chan Chan, je l’ai rêvé. J’ai rêvé de la musique. Il arrive que je me réveille avec une mélodie en tête, j’entends les instruments, tout est parfaitement clair. Je regarde par-dessus mon balcon et je ne vois personne mais je l’entends comme si on la jouait dans la rue. Je ne sais pas ce que c’était mais un jour je me suis levé avec quatre notes sensibles en tête, je les ai plaquées sur des paroles inspirées d’un conte de mon enfance, Juanita y Chan Chan, et regardez maintenant, on l’entend partout. »

— Compay Segundo

## Versions de Compay Segundo
Compay Segundo a d'abord chanté ce morceau dans un club cubain. Il l'a ensuite interprété dans différents endroits de l'île et partout les gens retenaient facilement la chanson.
Eliades Ochoa l'intègre à son répertoire et la chante à la Casa de la Trova.
En 1986, Compay Segundo et Eliades Ochoa enregistrent la chanson au studio Siboney de l'EGREM.
En 1988, Compay Segundo l'interprète lors de sa participation au festival organisé par le Smithsonian Institute de Washington et le musicologue cubain Danilo Orozco, en tant qu'invité spécial du Cuarteto Patria que dirige Eliades Ochoa.
En 1992, il enregistre Chan Chan en duo avec Pablo Milanés (le plus célèbre chanteur cubain de la nueva trova), sur l'album Años III de celui-ci.
Ce n'est qu'en 1996 que Compay Segundo l'enregistre sur son propre album, Yo vengo aquí. Il en donnera plus tard, sur son album Calle Salud de 1999, une version où l'on remarquera la présence des clarinettes.
En 1997, Ry Cooder l'invite à participer à l'album du Buena Vista Social Club. L'album s'ouvre sur Chan Chan, chanté par Eliades Ochoa, Compay Segundo ne faisant que la seconde voix.
Ont participé à l'enregistrement de cette version :
- Voix, guitare : Eliades Ochoa
- Congas, voix secondaire : Compay Segundo
- Voix secondaire : Ibrahim Ferrer
- Guitare : Ry Cooder
- Trompette : Manuel Mirabal
- Basse : Orlando "Cachaito" Lopez
- Bongos : Carlos Gonzalez
- Maracas : Alberto Valdes
- Udu : Joachim Cooder

Dans certains pays, Chan Chan sort alors en CD maxi single, avec Dos Gardenias (chanté par Ibrahim Ferrer) et Macusa (une chanson de Compay Segundo qui ne figure pas sur l'album Buena Vista Social Club).
Deux ans plus tard (en 1999), le documentaire de Wim Wenders, Buena Vista Social Club relance les ventes des albums de Buena Vista Social Club et de ses membres, dont Compay Segundo.

## Autres reprises
- Familia Valera Miranda sur l'album Caña quema (1995, avant la sortie de Buena Vista Social Club)
- Banda Municipal de Santiago de Cuba, album fanfare cubaine vol. 1 (1997)
- Papi Oviedo Y Sus Soneros : Encuentro entre soneros (1997)
- Charlie Musselwhite, album Continental Drifter, Virgin Records (1999), avec en "featuring" Eliades Ochoa et Cuarteto Patria (rebaptisé Chan Chan (Charlie's Blues)).
- Macaco, album El mono en el ojo del tigre (1999); Ils ont enregistré une version avec Ojos de Brujo (album Rarezas de ceux-ci).
- Raquel Zozaya, album Cuban Souvenirs (1999)
- Aliamén - album Santa Clara (lo mejor de la música cubana) (1999)
- Quinteto Seleccion Latina, Cuba Son, label Naïve Records (France) (1999)
- Arte Mixto (1999)
- Oscar D'León & Wladimir Lozano, album Doble Play (2000)
- Cubismo - Cubismo (2000)
- Habana Son Club, album Havana Club (2000)[5]
- Jovenes Clasicos del Son (album Fruta bomba, 2000)
- Eco Caribe, sur la compilation Latinos en salsa (2000)
- Charanga Habanera - Chan Chan Charangando (2001)
- Rhany - album Alamtini, 2001 (version raï)
- Baby Salsa - Isla de sueños (2001)
- Fredy Omar con su banda, album Latin Party In New Orleans (Mardi Gras Records) (2001)
- Kiko Veneno & Pepe Begines - Gira Mundial (2002, orthographié Chanchan (attaché))
- El Conjunto Massalia, sur l'album  Por fin llegô (2001) (figure également sur la compilation Latin Groove (Putumayo World Music) (2002) (extrait mp3)
- El Quinteto Soroa, album Cuba Presents: El Quinteto Soroa, sur Universal Records (2001)
- Los Fakires (2002, album éponyme chez Deutsche Grammophon)
- Sonora Del Sol, sur la compilation Barrio Latino, George V Records (2002)
- Absolute, album Fix (2002)
- Trío Trovarroco (nom qui évoque la trova et la musique baroque), titre Chan Chan Tributo avec en intro, l'Adagio d'Albinoni, sur l'album Juramento (2003)
- Cuba libre, version dance (2003)
- Vesna V.Caceres (Vesna Vaskova) & Anima Band - Baile - The Concert Time Menu (2003, république tchèque)
- Sons of Cuba "The Sons of Cuba: Buena Vista Next Generation" du film Música cubana, contient également un passage de rap; figure également sur le DVD du concert, Música cubana - Live in Tokyo (2004)
- Manolito y su trabuco sur l'album  Manolito light (2004)
- 'Salsa 21 Century sur la compilation Médico de la salsa (2004)
- The Mammals[6] sur l'album Rock That Babe, label Signature Sounds. (2004)
- Cambalache, album Clasiqueando (2004)
- Kuero Calleson, album Calleson, avec Mirley "Chino" Espinoza et Mellow Man Ace[7] (ancien membre de Cypress Hill) (2004)
- Juan De Marcos & Afro-Cuban All-Stars - DVD Live In Japan (2005)
- Fidel Morales y Projecto Nega sur l'album Salsa Son Timba (2005)
- La Barranca (groupe de rock progressif mexicain), titre bonus sur l'album El Fuego de la Noche, label Fonarte Latino. (2005)
- Los Cuatro De Belen, sur l'album éponyme (Label Yoyo États-Unis, 2005)
- Charanga de oro - Goza mi charanga  (2005)
- Grupo Cimarron De Cuba (Label ARC Music, 2005)
- Gipsy Kings, album Pasajero (2006)
- Carlos Sarduy - Charly en La Habana (2006)
- Farandula Santiaguera, album Cuba de noche (Universal Music Latino, 2006)
- Matěj Benko Trio (Matěj Benko : piano, Jan Greifoner : contrebasse, Branko Križek : batterie) sur l'album Universality (2006)
- Arte Mixto : El Chan Chan (2006), un hommage à Chan Chan qui reprend le refrain avec des couplets différents
- Kora Jazz Trio sur l'album Part III (2008)
- Vocal Divas (version acapella)
- Los Van Van (2009, lors du concert pour la paix)
- Los Nortenos Sexteto, album Cubanisimo (2009)
- Pasion De Buena Vista (2009)
- Gratt'DeLaPatt' - Au naturel Bonus-Track (2010)
- José Alberto "El Canario" (2012)
- Cambalache (2013)
- Michel Camilo, album What's up? (2013)
- Qu'on m'paye ces gouttes d'eau, parodie musicale en français par Robeurt Féneck et le Mad in Swing Big Band (2013)
- Cuba Libre Son Band (2013)
- Baile An Salsa (2014), fusion musique cubaine/musique irlandaise (dans le style de Salsa Celtica)
- Vocal Ele Te (groupe vocal acapella)
- Septeto Acarey (2015)
- The Gypsy Cuban Project  (feat. Carlos Calunga) (2016)
- Havana Meets Kingston (2017)
- Playing for Change ft. Tete Garcia Catulra, Pancho Amat, Mamadou Diabaté (2018)
- Andy William & Alabama All Stars ft Alexander Abreu (2018)
- Margo Rey (2018)
- The Liberation Project (2018)
- Iseo & Dodosound (2019)
- Lost Frequencies : titre deep house qui reprend le refrain et le solo de trompette (2019)
- Eduardo Ramos & Más Con Menos - Compay Compay (2019)
- Adrien Priami & Bogart (version electro) (2020)
- Xperimento ft. Manu Manzo (2020)
- Kiko Navarro feat. Linet Varela (2021)
- Dj Isaia el Profeta (sur la compilation United Salsa DJs) (2022)

## Morceaux inspirés de Chan Chan
- Orishas, groupe de rap cubain chante 537 C.U.B.A. (issue de l'album A lo cubano) sur la musique de Chan Chan, avec des paroles différentes, y compris le refrain
- Pinar Boys (1998) (sur les compilations "Barrio Cubano", "Calle Ocho, Cafe Cubano", "Fiesta Des Suds"...), autre rap : probablement un plagiat du titre précédent
- Doppelkopf - Supa Stah (Chan Chan) (rap, 2011)
- Fonseca -  Vida Sagrada, B.O. d'un film sur Hugo Chavez (2016).
- Giovanni Giusto - Eroe Chan Chan (2016), chanson en italien qui reprend la musique et le refrain, mais avec des couplets inédits
- Bigflo et Oli - Papa (2017), Musique française rap basée sur la mélodie mais avec des paroles différentes rendant hommage à leur père en Français.
- Malu Trevejo & Gente de Zona – Nadie Como Yo (2018), reggaeton.